# Kwashiorkor
El kwashiorkor (se propuso la transliteración del vocablo africano a cuasiorcor, con poco éxito) es una enfermedad de los niños debida a la ausencia de nutrientes, como las proteínas en la dieta. Su nombre deriva de una de las lenguas kwa de la costa de Ghana y significa "el que se desplaza", refiriéndose a la situación de los niños mayores que han sido amamantados y que abandonan la lactancia una vez que ha nacido un nuevo hermano.
Cuando un niño nace, recibe ciertos aminoácidos esenciales para el crecimiento procedentes de la leche materna. Cuando el niño es destetado, si la dieta que reemplaza a la leche tiene un alto contenido en fécula y carbohidratos, y es deficiente en proteínas, como es común en diferentes partes del mundo donde el principal componente de la dieta consiste en almidones vegetales, o donde el hambre hace estragos, los niños pueden desarrollar kwashiorkor.
Los signos de kwashiorkor incluyen abombamiento abdominal, coloración rojiza del cabello y despigmentación de la piel. El abdomen abombado es debido a ascitis o retención de líquidos en la cavidad abdominal por ausencia de proteínas en la sangre y favorece el flujo de agua hacia el abdomen. Generalmente, la enfermedad puede ser tratada añadiendo a la comida alimentos energéticos y proteínas; sin embargo, la mortalidad puede ser tan alta como del 60 % y puede haber secuelas a largo plazo como niños con talla corta, y en casos severos, retraso mental.
Existen varias explicaciones para el desarrollo del kwashiorkor que no dejan de ser controvertidas. Se acepta que la deficiencia de proteínas, en combinación con la falta de energía y micronutrientes en la dieta, es muy importante, pero no son los factores más importantes. El trastorno es muy parecido a la deficiencia de nutrientes indispensables como el hierro, el ácido fólico, el yodo, el selenio, la vitamina C, especialmente cuando se combinan con la ausencia de antioxidantes, como el glutatión, albúmina, vitamina E y ácidos grasos poliinsaturados. La deficiencia de nutrientes y antioxidantes exponen al estrés y a la mayor susceptibilidad de padecer infecciones.
Otros síndromes de malnutrición son el marasmo y la caquexia; sin embargo, se deben al efecto de otras enfermedades.

## Aspectos médicos del síndrome
La sintomatología es compleja y variada, pero en general se presenta con:
- Alteraciones del estado general
- Alteraciones hepáticas y del aparato digestivo
- Alteraciones metabólicas
- Alteraciones de la piel y mucosas
- Alteraciones cardiovasculares y hematopoyéticas
- Alteraciones del sistema musculoesquelético

El orden de aparición y frecuencia puede variar.

### Alteraciones del estado general
El retardo en el crecimiento de talla y ganancia ponderal es uno de los signos más frecuentes y precoces, rara vez constituye motivo de consulta pues los edemas discretos ocultan el adelgazamiento del niño.
Hay alteraciones del psiquismo con una mezcla de apatía e irritabilidad, se presentan indiferentes al medio que les rodea, permaneciendo inmóviles y con los ojos abiertos por periodos largos de tiempo.

### Alteraciones hepáticas y del aparato digestivo
Es frecuente encontrar anorexia, que puede ser selectiva (el niño rechaza todo alimento nuevo para él), o diarreas originadas por causas diversas, desencadenando o agravando el síndrome. En otras ocasiones se presentan vómitos, pero con menos frecuencia que la anorexia y la diarrea.
La hepatomegalia no es constante ni muy notable, puede llegar a sobrepasar el reborde costal por 4 dedos y puede presentarse también [esteatosis hepática].

### Alteraciones metabólicas
Los edemas son una de las características más importantes del cuadro clínico y son con frecuencia el motivo de consulta y hospitalización. Pueden aparecer de forma súbita tras los trastornos gastrointestinales agudos o desarrollarse de forma progresiva. Sin embargo, puede ser muy discreto, resaltando la importancia de la exploración física minuciosa, con especial atención a los maléolos y su presencia no descarta la deshidratación del infante.
Cuando el edema es franco se localiza en piernas y pies (edema en bota) y puede llegar a extenderse hasta los genitales y abdomen. Frecuentemente se presenta en manos antebrazos y cara, pudiéndose observar como anasarca o ascitis. El edema ocasiona que los ojos se mantengan cerrados y la limitación del movimiento de las extremidades. El edema es blando, frío, indoloro y simétrico.

### Alteraciones de la piel y mucosas
Se pueden clasificar en tres grupos las alteraciones cutáneas observables:
1. Alteraciones pigmentarias: hipopigmentación o hiperpigmentación irregular.
2. Alteraciones de la queratinización: piel gruesa, seca y rugosa con descamación.
3. Alteraciones vasculares: fragilidad capilar, acrocianosis en pies y manos.

Tal como la piel las mucosas se encuentran frecuentemente afectadas con depósitos granulosos blanquecinos, atrofia, ulceraciones y en algunos casos queratomalacia y ulceraciones de la córnea.
La textura y coloración del cabello se ve afectada con zonas de alopecia y con adelgazamiento y fragilidad del cabello.

### Alteraciones cardiovasculares y hematopoyéticas
Se ha descrito la presencia de taquicardia y ensanchamiento de la imagen radiológica del corazón, así como alteración de los ruidos cardiacos normales, pudiendo presentarse galope. La tensión arterial no está modificada y a pesar de la anasarca no aparecen signos de descompensación.
La anemia es constante, pero no siempre severa, habiendo una variabilidad en las cifras de glóbulos rojos de entre 3 y 4 millones. La anemia es normocítica o ligeramente macrocítica y levemente hipocrómica y es grave solamente cuando el síndrome policarencial está acompañado de otras causas como paludismo crónico. Los Leucocitos y plaquetas no presentan alteraciones.

### Alteraciones del sistema musculoesquelético
Se presenta un retardo en el crecimiento y puede llegar a presentarse el collar raquítico y trastornos en la osificación y deformaciones que resultan de la posición defectuosa durante periodos largos de tiempo.
Las caries dentarias son extremadamente frecuentes y graves.
El sistema muscular presenta casi siempre atonía o hipotonía, con atrofia de masa muscular, particularmente en glúteos.

## Causas
El kwashiorkor es una forma grave de desnutrición asociada con una deficiencia de proteínas en la dieta. La falta extrema de proteínas provoca un desequilibrio osmótico en el sistema gastrointestinal que provoca una inflamación del intestino diagnosticada como edema o retención de agua. 
La retención extrema de líquidos observada en individuos que padecen kwashiorkor es un resultado directo de irregularidades en el sistema linfático y una indicación de intercambio capilar. El sistema linfático tiene tres propósitos principales: recuperación de líquidos, inmunidad y absorción de lípidos. Las víctimas del kwashiorkor comúnmente exhiben una capacidad reducida para recuperar líquidos, falla del sistema inmunológico y baja absorción de lípidos, todo lo cual es el resultado de un estado de desnutrición severa. La recuperación de líquidos en el sistema linfático se logra mediante la reabsorción de agua y proteínas que luego se devuelven a la sangre. La recuperación de líquidos comprometida da como resultado la distensión abdominal característica que se observa en los niños muy desnutridos.
El intercambio capilar entre el sistema linfático y el torrente sanguíneo se atrofia debido a la incapacidad del cuerpo para superar eficazmente el gradiente de presión hidrostática. Las proteínas, principalmente la albúmina, son responsables de crear la presión osmótica coloide (COP) que se observa en la sangre y los fluidos tisulares. La diferencia en el COP de la sangre y el tejido se llama presión oncótica. La presión oncótica está en oposición directa con la presión hidrostática y tiende a hacer retroceder el agua al capilar por ósmosis. Sin embargo, debido a la falta de proteínas, no se puede establecer un gradiente de presión sustancial para extraer fluidos del tejido de regreso al torrente sanguíneo. Esto da como resultado la acumulación de líquidos, lo que causa hinchazón y distensión del abdomen.
La baja ingesta de proteínas conduce a algunos signos específicos: edema de manos y pies, irritabilidad, anorexia, erupción descamativa, decoloración del cabello e hígado graso de gran tamaño. El abdomen hinchado típico se debe a dos causas: ascitis por hipoalbuminemia (presión oncótica baja) e hígado graso agrandado.
La ignorancia de la nutrición puede ser una causa. Se describió un caso en el que los padres que alimentaron a su hijo con yuca no reconocieron la desnutrición debido al edema causado por el síndrome y creyeron que el niño estaba bien alimentado a pesar de la falta de proteínas en la dieta.
La proteína debe suministrarse solo con fines anabólicos. Las necesidades catabólicas deben satisfacerse con carbohidratos y grasas. El catabolismo de las proteínas involucra el ciclo de la urea, que se encuentra en el hígado y puede fácilmente sobrepasar la capacidad de un órgano ya dañado. La insuficiencia hepática resultante puede ser fatal. Esto significa que en los pacientes que padecen kwashiorkor, las proteínas deben volver a introducirse gradualmente en la dieta. Las soluciones clínicas incluyen destetar a los afectados con productos lácteos y aumentar la ingesta de material proteico progresivamente hasta las cantidades diarias recomendadas.

## Diagnóstico
El kwashiorkor, también conocido como "desnutrición edematosa" debido a su asociación con el edema (retención de líquidos), es un trastorno nutricional en las regiones que experimentan hambruna. Kwashiorkor es un subtipo de desnutrición aguda grave (SAM) que se caracteriza por edema periférico bilateral con fóvea, circunferencia del brazo medio superior bajo (MUAC <115 mm) y una puntuación Z de bajo peso para la altura (WHZ, Z < -3). Los hallazgos clínicos adicionales en el examen físico incluyen atrofia muscular marcada, distensión abdominal, dermatitis y hepatomegalia. Kwashiorkor se distingue del marasmo por la presencia de edema.
Los criterios de la OMS para la evaluación clínica de la desnutrición se basan en el grado de emaciación (MUAC), retraso del crecimiento (puntaje Z de peso para la altura) y la presencia de edema (leve a severo).

## Prevención
Para evitar el síndrome de realimentación, la persona debe ser rehabilitada con raciones pequeñas, pero frecuentes, entregadas cada dos a cuatro horas. Durante la primera semana, una dieta rica en azúcares y carbohidratos se enriquece gradualmente en proteínas y elementos esenciales: leche dulce con sales minerales y vitaminas. La dieta puede incluir lactasas, para que los niños que han desarrollado intolerancia a la lactosa puedan ingerir productos lácteos y antibióticos para compensar la inmunodeficiencia. Después de dos o tres semanas, la leche se reemplaza por cereales hervidos fortificados con minerales y vitaminas hasta que la masa de la persona es al menos el 80 % del peso normal. Entonces se puede reintroducir la comida tradicional. El niño se considera curado cuando su masa alcanza el 85 % de lo normal.

## Tratamiento
Existen dos tendencias en el tratamiento, una dando importancia al déficit proteico y otra a las policarencias, considerando las deficiencias de vitaminas tan importantes como las de proteínas.
El mejor tratamiento es esencialmente dietético, con un régimen completo y equilibrado de acuerdo a la edad, dando lugar preferente a las proteínas de origen animal. En casos severos o en niños muy pequeños lo ideal es el uso de un tratamiento dietético progresivo a base de leche descremada, que puede ser mezclada con leche albuminosa o el caseinato de calcio para lograr un aporte calórico total de 100 a 120 kcal/día/kg, que generalmente se alcanzan en 2 a 3 semanas de tratamiento.
En casos graves se puede recurrir a las transfusiones sanguíneas pequeñas, plasma y/o proteolizados para combatir la hipoproteinemia, así como la hidratación parenteral.